# Qu'est-ce que les mathématiques ?
Qu'est-ce que les mathématiques (sous-titré Une introduction élémentaire aux idées et aux méthodes) est un essai sur les mathématiques écrit par Richard Courant et Herbert Robbins, publié originellement par Oxford University Press puis en français par Cassini. Ce livre se veut une introduction aux mathématiques destinée à la fois aux étudiants en mathématiques et au grand public.
Publié pour la première fois en 1941, il traite de la théorie des nombres, de la géométrie, de la topologie et du calcul infinitésimal. Une deuxième édition a été publiée en 1996, comprenant un chapitre additionnel sur les récents progrès des mathématiques, écrit par Ian Stewart.

## Paternité
Le livre s'appuie sur les supports de cours de Courant. Quoique Robbins l'ait aidé à écrire une grande partie du livre, il a dû se battre pour en obtenir la copaternité. Cependant, seul Courant détient les droits d'auteur de l'ouvrage. En conséquence, Robbins a reçu une plus petite part des droits,
.

## Titre
Michael Katehakis (en) se souvient de l'intérêt de Robbins pour la littérature, en particulier pour Tolstoï, et il est convaincu que le titre du livre est le plus probablement dû à Robbins, qui a été inspiré par le titre de l'essai Qu’est-ce que l’art ? (en) de Léon Tolstoï. Il a fait la même chose pour le livre Great Expectations: The Theory of Optimal Stopping, coécrit avec Yuan-Shih Chow et David Siegmund, qui a clairement un lien avec le roman Les Grandes Espérances (Great Expectations en anglais) de Charles Dickens.
Selon Constance Reid, Courant a finalisé le titre après une conversation avec Thomas Mann.

## Traductions
- La première traduction en russe, « Что такое математика? », a été publiée en 1947 ; il y a eu 5 traductions depuis, la dernière datant de 2010.
- La première traduction italienne, Che cos'è la matematica?, a été publiée en 1950. Une traduction de la deuxième édition a été publiée en 2002.
- La première traduction en allemand, Was ist Mathematik?, a été publiée en 1962.
- Une traduction espagnole de la deuxième édition, ¿Qué Son Las Matemáticas?, a été publiée en 2002.

## Critiques
- What Is Mathematics? An Elementary Approach to Ideas and Methods, book review by Brian E. Blank, Notices of the American Mathematical Society 48, #11 (décembre 2001), p. 1325-1330
- What Is Mathematics?, book review by Leonard Gillman, The American Mathematical Monthly 105, #5 (May 1998), p. 485-488.

## Éditions
- (en) Richard Courant et Herbert Robbins, What is mathematics ? : an elementary approach to ideas and methods, Londres, Oxford University Press, 1941 (ISBN 0-19-502517-2)
- (1996) Deuxième édition, avec du contenu additionnel par Ian Stewart. New York: Oxford University Press.  (ISBN 0-19-510519-2).
- (en) Richard Courant et Herbert Robbins (trad. de l'anglais), Qu'est-ce que les mathématiques ? : une introduction élémentaire aux idées et aux méthodes, Paris, Cassini, 2015, 576 p. (ISBN 978-2-84225-204-5) Traduction française de la deuxième édition par Marie Anglade et Karine Py.
- (es) Richard Courant, Herbert Robbins et Ian Stewart, ¿Qué Son Las Matemáticas? Conceptos y métodos fundamentales, Mexico, Fondo de Cultura Económica, 2002, 622 p. (ISBN 968-16-6717-4) Traduction espagnole de la deuxième édition.
- (it) Richard Courant et Herbert Robbins, Che cos'è la matematica? Introduzione elementare ai suoi concetti e metodi, Turin, Arnoldo Mondadori Editore, 1950 (première traduction italienne, de l'édition de 1945)
- (it) Richard Courant et Herbert Robbins, Che cos'è la matematica? Introduzione elementare ai suoi concetti e metodi, Turin, Bollati Boringhieri (it), 1971 (fondée sur l'édition précédente d'Eianudi)
- (vi) Richard Courant et Herbert Robbins, Toán học là gì, Hanoï, Khoa học Kỹ thuật, 1984 (traduction vietnamienne par Hàn Liên Hải de l'édition russe)
- (it) Richard Courant, Herbert Robbins et Ian Stewart, Che cos'è la matematica? Introduzione elementare ai suoi concetti e metodi, Turin, Bollati Boringhieri (it), 2000 (ISBN 88-339-1200-0) (traduction italienne de la deuxième édition)